# Mednarodno priznanje za mlade
Mednarodno priznanje za mlade - MEPI je slovenski naziv za program, ustvarjen po Nagradi vojvode Edinburškega (angl. The Duke of Edinburgh’s Award - DofE), britanskem mednarodnem nagradnem programu za spodbujanje aktivnosti pri mladih med 14. in 25. letom starosti, ki deluje pokroviteljstvom princa Phillipa, vojvode Edinburškega. Ustanovljen je bil leta 1956.
Pri njegovem snovanju je sodeloval John Hunt, vodja prve odprave na Mount Everest. Sledi filozofiji nemškega pedagoga Kurta Hahna, ki je bil ravnatelj na deški šoli, ki jo je obiskoval Phillip. Hahn je tam pred 2. svetovno vojno vodil podeljevanje značk za sodelovanje v različnih športnih aktivnostih.

## Zgodovina
Program vojvode Edinburškega je bil sprva namenjen socialno ranljivim britanskim fantom, ki so, preden so pri 18-ih vstopili v vojsko, zapustili šolo že pri 15-ih. Leta 1957 so zgornjo starostno mejo dvignili na 19 let. Leto kasneje so vključili dekleta, ki so se namesto fizičnim izzivom posvečala krepitvi gospodinjskih veščin.

### Širitev v druge države in spremembe
Program se je kmalu razširil na Ciper, Malto in v države Britanske skupnosti narodov. Leta 1961 je deloval v 13 državah. Do leta 1969 je doživel dve reviziji. Tega leta se je zgornja starostna meja dvignila na 21 let, program pa je zaradi družbenih sprememb postal enak za vse udeležence ne glede na spol. Leta 1971 je deloval v 31 državah. Do leta 1980 so zgornjo starostno mejo dvignili na 25 let. Leta 1987 je nastala organizacija World Fellowship, leta 1988 pa The International Award Association (IAA). Program je tako dobil finančno podlago. V 80-ih se je bolj širil izven skupnosti narodov. Leta 1989 je bil prisoten v 48 državah.

## Kritike

### Angleško govoreče okolje
Nekateri menijo, da je tudi ta program postal žrtev neoliberalnih pritiskov, kar se kaže v zahtevi po finančno zahtevnem večjem članstvu in preobrazbi dobrodelne dejavnosti v uspešen posel. Dobrodelne organizacije tekmujejo med sabo za denar in zaradi potrebe po večji finančni učinkovitosti se izogibajo težjim primerom in se ukvarjajo s sabo namesto s pomoči potrebnimi.
Drugi mu očitajo, da je tudi sam del neoliberalne agende, ki pri šolajoči se mladini krepi individualizem, jo uči, da je življenje večno zahteven poslovni projekt in ji povzroča občutek, da ni dovolj aktivna in si kvari obete za uspešno poklicno prihodnost, ki je dostopna le posameznikom z vzornim portfoliem.

## Slovenija
Program MEPI je namenjen mladim med 14. in 25. letom starosti, ki si pridobijo priznanje z udejstvovanjem pri različnih aktivnostih na bronasti, srebrni ali zlati težavnostni stopnji. Preizkusijo se v prostovoljstvu, športnih disciplinah, kreativnih dejavnostih in orientacijskih izletih.
Do leta 2021 je bilo v MEPI vključenih 6500 sodelujočih.

### Zgodovina
V Sloveniji je s tem programom začel British Council leta 1997 s pilotskim projektom v okviru Šolskega centra Velenje. Leta 1999 je program prevzelo Društvo Mladinski ceh. Leta 2003 je začelo delovati Društvo MEPI – Mednarodno priznanje za mlade, nacionalni odbor za program MEPI. Program je začel organizirano delovati v osnovnih in srednjih šolah leta 2004. Leta 2013 se je nacionalni odbor reorganiziral v nacionalni urad, ki je tako začel delovati v okviru Zavoda MEPI.

### Podporniki in sodelujoče organizacije
Zavod MEPI sodeluje s podjetji British Council, GlaxoSmithKline, Studio Moderna, Riko, Petrol, Cinkarna Celje, Steklarna Hrastnik, Nova ljubljanska banka, Knauf Insulation, Sibo Group, Ljubljanske mlekarne, Intersport, agencija Poanta, Cestel in Domel. Med državnimi ustanovami z MEPI-jem sodelujejo Britansko veleposlaništvo v Ljubljani, Ministrstvo za izobraževanje, znanost in šport RS, Občina Škofja Loka, Mestna občina Kranj, Mestna občina Celje, Mestna občina Ljubljana in Slovenska vojska.
V Sloveniji je izvajalec programa MEPI tudi Združenje slovenskih katoliških skavtinj in skavtov zaradi podobnosti med njima.
Zavod MEPI je soustanovitelj Mreže KROJ - Mladinske mreže za karierni razvoj.